# Achat-Eulenspinner

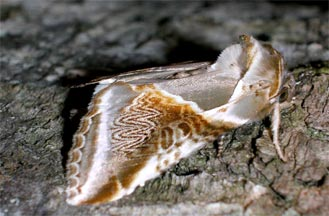
Seitenansicht

Der Achat-Eulenspinner (Habrosyne pyritoides) ist ein Schmetterling aus der Familie der Eulenspinner und Sichelflügler (Drepanidae). Oft wird er allerdings – zusammen mit der Roseneule – in einer eigenen Familie der Eulenspinner geführt.

## Merkmale
Die Falter erreichen eine Flügelspannweite von 35 bis 40 Millimetern. Ihre Vorderflügel haben eine typische und wenig variable oliv, braune, weiße und gelbe Färbung und Zeichnung, die an geschliffenen Achat erinnert. Sie haben drei weiße Streifen um den Vorderwinkel, die ein orangebraun und weiß gemustertes Dreieck umschließen. Ihre Hinterflügel sind graubraun und in der Mitte etwas heller.
Die Raupen werden ca. 40 Millimeter lang. Die jungen Räupchen sind dunkelbraun bis graubraun und deutlicher gefleckt als die späteren Raupenstadien. Diese sind braunrot und tragen eine schmale dunkle Rückenlinie mit undeutlichen hellen Seitenflecken. Sie haben an den Seiten der drei vorderen Hinterleibssegmente weiße Flecken, die nach hinten kleiner werden oder nur einen solchen Fleck am ersten Hinterleibssegment.

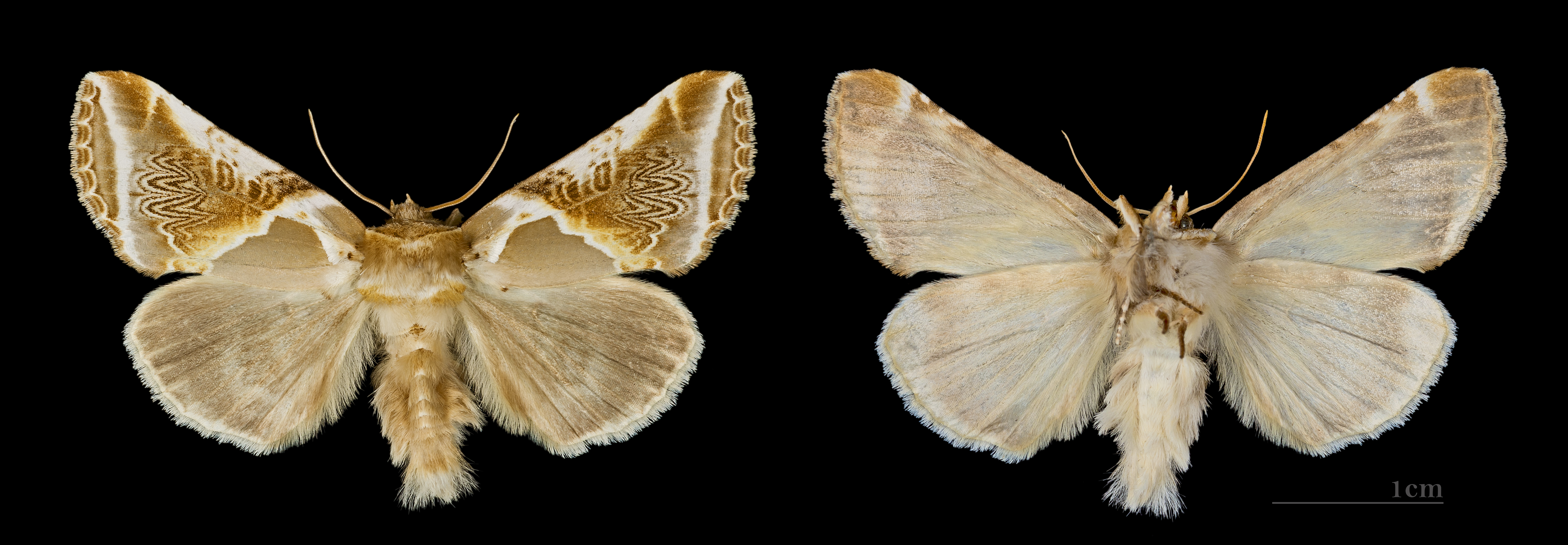

## Vorkommen
Die Tiere kommen in Europa, außer im hohen Norden und in Teilen des Mittelmeergebietes, östlich bis Japan häufig vor und sind weit verbreitet. Sie leben in Laub- und Nadelwäldern mit großen Beständen ihrer Futterpflanzen, aber auch in Gärten und Parks.

## Lebensweise
Die Achat-Eulenspinner sind nachtaktiv und sind im Verhalten und Auftreten der Roseneule (Thyatira batis) ähnlich. Auch sie fliegen gerne künstliche Lichtquellen an. 

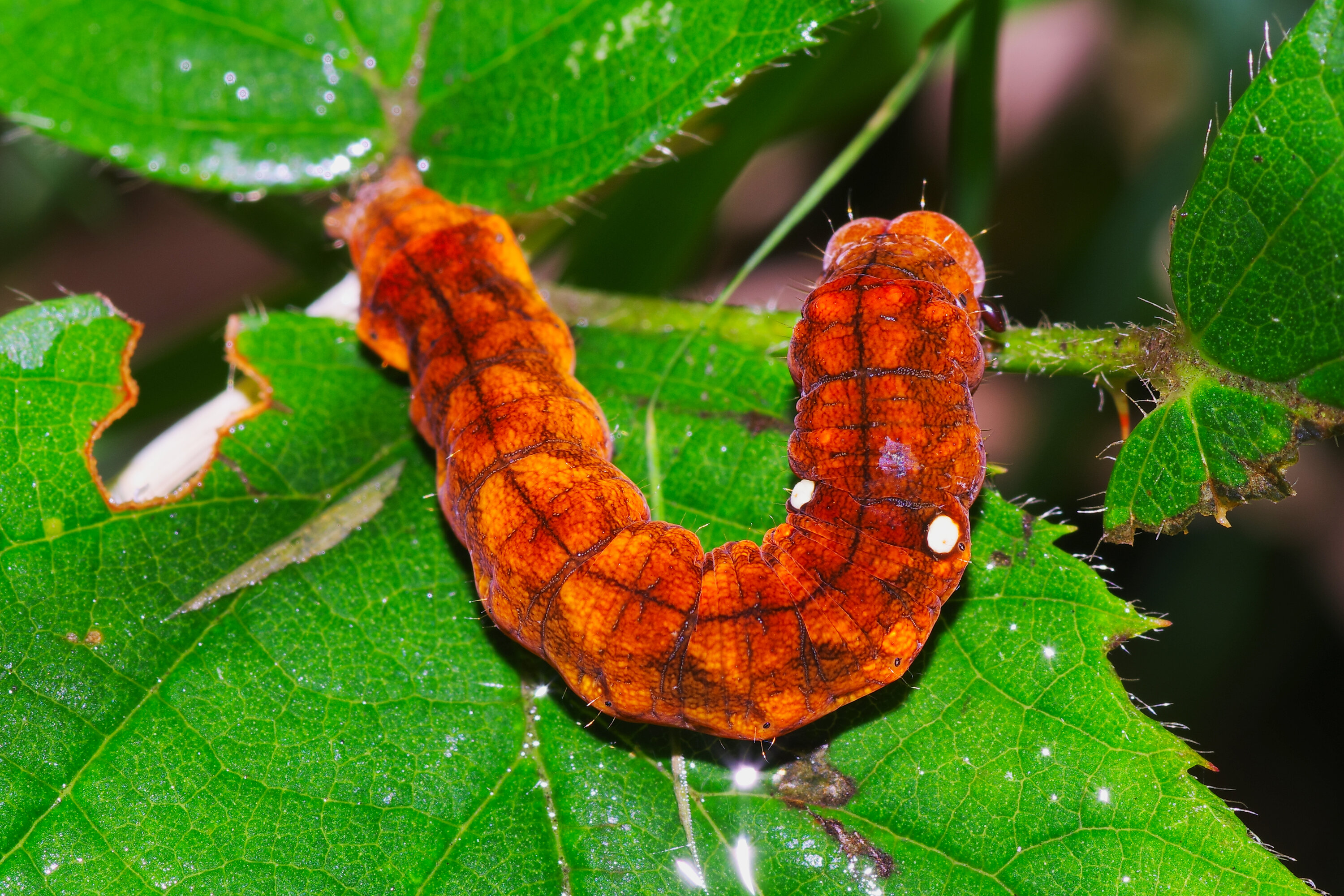
Raupe

### Flug- und Raupenzeiten
Die Falter fliegen in einer Generation von Ende Mai bis Anfang August. Die Raupen findet man von August bis Anfang September.

### Nahrung der Raupen
Die Raupen fressen die Blätter von Brombeeren (Rubus fruticosus) und Himbeeren (Rubus idaeus), seltener auch die von Haseln (Corylus) und Weißdornen (Crataegus).

## Entwicklung
Die Weibchen legen ihre Eier in Gruppen an den Rand bzw. direkt auf die gezackten Kanten der Blätter der Futterpflanzen. Die Raupen sind ebenfalls nachtaktiv und verstecken sich am Tag am Boden unter Laub. Sie verpuppen sich zwischen zusammengesponnenen Blättern in einem leichten, braunen Gespinst und überwintern, bevor sie schlüpfen. Selten schlüpfen die Falter noch im Spätsommer.